# Libellentanz
Libellentanz ist eine Operette in drei Akten des Komponisten Franz Lehár und des Librettisten Alfred Maria Willner. Die Uraufführung fand am 31. März 1923 im Wiener Stadttheater statt. Manchmal wird das Werk auch unter dem Titel Die drei Grazien erwähnt. Bei dem Bühnenwerk handelt es sich um eine Umarbeitung der Operette Der Sterngucker aus dem Jahr 1916. Bereits im Jahr 1922 wurde in Mailand eine italienischsprachige Version dieses Werkes unter dem Titel La Danza delle Libellule aufgeführt, die in Italien auch jahrelang recht erfolgreich lief.

## Handlung
Herr Piper hat das Schloss von Nancy gekauft und lädt nun einige Freunde zum Eislaufen im Park ein. Außerdem sollen sie im Theater des Schlosses in einem von ihm verfassten Stück mitspielen. Unter den Gästen ist auch der verkleidete Charles, Graf von Nancy. Neben dem Grafen wirken auch noch die junge Witwe Helene, der Pariser Schauspieler Bouquet, ehemalige Chormädchen und Bürger der Stadt, sowie deren Frauen bei dem Theaterstück mit. Aus dieser Ausgangslage heraus entwickeln sich einige für Operetten Handlungen typischen Verwechslungsgeschichten. Dabei geraten auch die Ehefrauen der angesehenen Bürger zwischenzeitlich auf Abwege. Am Ende aber gibt es dann doch ein Happy End und alle Paare finden wieder zusammen.

## Rezeption
Das Bühnengeschehen wurde zum Missfallen von Franz Lehár von Filmen, Modeschauen, Eislaufszenen und anderen Revueeffekten bestimmt. Große Teile der Musik waren dem Sternengucker entnommen bzw. neu bearbeitet und umgetextet worden. Während die erwähnte italienische Fassung sich in Italien längere Zeit auf den Spielplänen halten konnte, war mit dem Libellentanz im deutschsprachigen Raum kein Erfolg zu erzielen. Damit erlitt diese Operette das gleiche Schicksal wie die Originalfassung unter dem Titel der Sternengucker. Gelegentlich, aber eher selten, wird noch die eine oder andere Liednummer im Rahmen von Konzerten aufgeführt. Die Operette als Gesamtwerk ist von den Spielplänen der Musiktheater verschwunden.

## Musiknummern
Entsprechend dem Klavierauszug enthält die Operette folgende 17 Musiknummern, die auch der Partitur entsprechen:
- Nr. 1 Introduktion und Chor:  Töricht ist jeder der heut beim Ofen hockt
- Nr. 2 Terzett (Libellenlied): Ob Du willst oder nicht (Helene, Toutou, Charlotte)
- Nr. 3 Lied: Unbekannte Fee (Charles)
- Nr. 4 Duett: Jede Frau ist und bleibt ein Geheimnis für mich (Helene, Charles)
- Nr. 5 Tanzlied: Wenn ich lieb, lieb ich enorm (Totou, Chor)
- Nr. 6 Duett: Beim Kino möchte ich sein (Toutou, Bouquet)
- Nr. 7 Finale I (Alle)
- Nr. 8 Chor und Entree der Helene
- Nr. 9 Mythologisches Quartett: Du überstrahlst alle Sterne
- Nr. 10 Bambolina, geh durch mit mir (Toutou, Bouquet)
- Nr. 11 Duett: Bitte Madame, treten in ihre Garderobe Sie ein (Helene, Charles)
- Nr. 12 Gigolette-Foxtrott: (Toutou, Bouquet, Grisetten)
- Nr. 13 Finale II (Alle)
- Nr. 13a Intermezzo: (Orchester)
- Nr. 13b Terzett: Reminiszenz, Ob Du willst oder nicht  (Helene, Toutou, Charlotte)
- Nr. 14 Valse Boston: Herz, mein Herz (Helene)
- Nr. 15 Duett: Lieber guter Mond schau weg (Toutou, Bouquett)
- Nr. 16 Duett: Frühlingswind  (Helene, Charles)
- Nr. 17 Schlussgesang (Finale III): Bambolina, geh durch mit mir (Alle)